# Giremoutiers
Giremoutiers ist eine französische Gemeinde mit 186 Einwohnern (Stand: 1. Januar 2022) im Département Seine-et-Marne in der Region Île-de-France. Sie gehört zum Arrondissement Meaux und zum Kanton Coulommiers.
Die Einwohner werden Giremontois genannt.

## Geographie
Giremoutiers liegt etwa 50 Kilometer östlich von Paris.
Der Flugplatz Coulommiers-Voisins liegt teilweise in der Gemeinde.

### Nachbargemeinden
Umgeben ist Giremoutiers von den Gemeinden La Haute-Maison und Pierre-Levée im Norden, Jouarre im Nordosten, Aulnoy im Osten, Mouroux im Süden und Osten, Pommeuse im Süden und Südwesten sowie Maisoncelles-en-Brie im Westen und Nordwesten.

## Bevölkerungsentwicklung
| Jahr      | 1962 | 1968 | 1975 | 1982 | 1990 | 1999 | 2006 | 2013 |
| Einwohner | 82   | 98   | 106  | 106  | 106  | 106  | 129  | 147  |

## Sehenswürdigkeiten

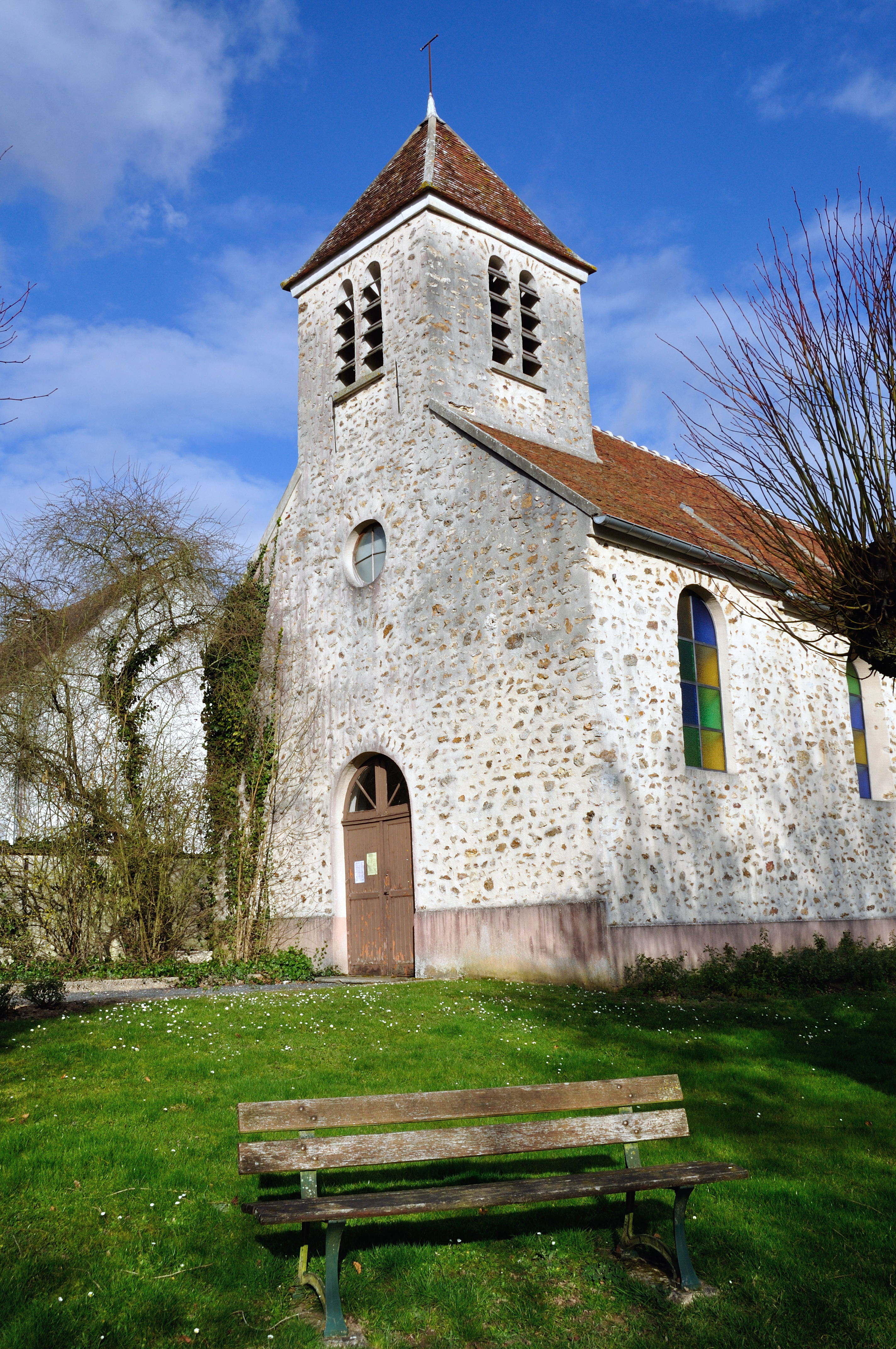
Kirche Saint-Pierre

- Kirche Saint-Pierre
- Waschhaus